# 굴리오네시
굴리오네시(이탈리아어: Guglionesi)는 이탈리아 몰리세주 캄포바소도의 코무네다. 캄포바소로부터 50km 거리에 있다.